# Renzo Marignano
Renzo Marignano (Genova, 26 marzo 1923 – Genova, 25 novembre 1987) è stato un attore cinematografico italiano.

## Biografia
Talvolta accreditato come Renzo Marignani, è stato attivo come caratterista nel cinema a partire dai primi anni sessanta e ha interpretato diversi B-movie di genere comico e della commedia erotica all'italiana ma anche pellicole di qualità, come ad esempio — al debutto — Divorzio all'italiana (1961) e, più avanti, Brancaleone alle crociate (1970). La sua ultima interpretazione cinematografica è stata nel film Oci ciornie (1987) di Nikita Sergeevič Michalkov. È stato inoltre aiuto-regista in numerosi film della commedia all'italiana. Morì improvvisamente nel novembre del 1987, nel più totale silenzio di stampa e televisione. Riposa presso il cimitero monumentale di Staglieno.

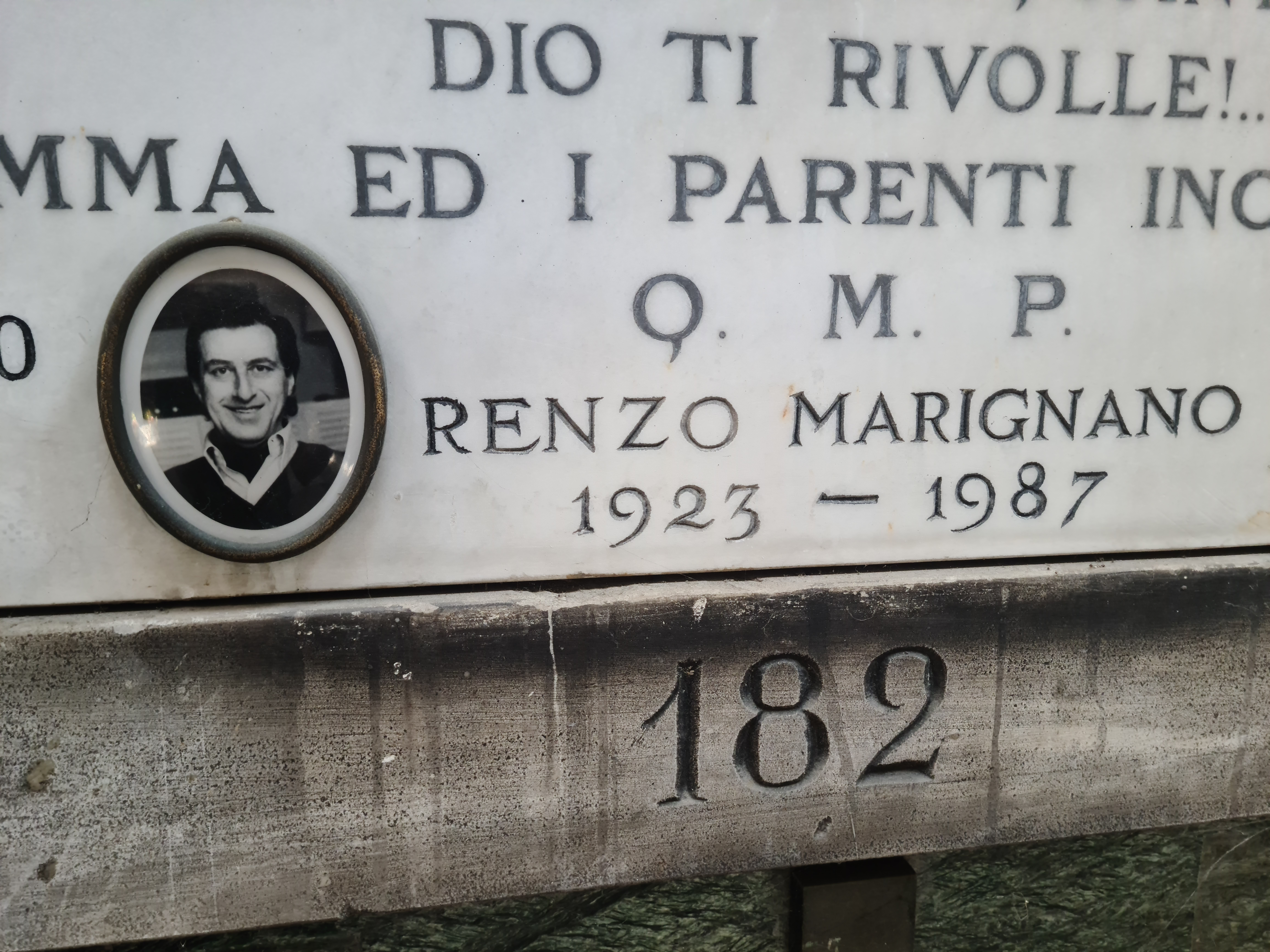
Il loculo nel cimitero di Genova Staglieno

## Filmografia parziale

### Attore

#### Cinema
- Divorzio all'italiana, regia di Pietro Germi (1961)
- Controsesso, regia di Renato Castellani, Marco Ferreri, Franco Rossi (1964)
- La vita agra, regia di Carlo Lizzani (1964)
- Made in Italy, regia di Nanni Loy (1965)
- Le piacevoli notti, regia di Armando Crispino e Luciano Lucignani (1966)
- La donna, il sesso e il superuomo, regia di Sergio Spina (1967)
- Capriccio all'italiana, registi vari (1968)
- Il divorzio, regia di Romolo Guerrieri (1970)
- Il trapianto, regia di Steno (1970)
- Rosolino Paternò, soldato..., regia di Nanni Loy (1970)
- Belle d'amore, regia di Fabio De Agostini (1970)
- Il dio chiamato Dorian, regia di Massimo Dallamano (1970)
- Brancaleone alle crociate, regia di Mario Monicelli (1970)
- Il provinciale, regia di Luciano Salce (1971)
- Il vichingo venuto dal sud, regia di Steno (1971)
- Noi donne siamo fatte così, regia di Dino Risi (1971)
- 4 mosche di velluto grigio, regia di Dario Argento (1971)
- 7 cadaveri per Scotland Yard (Jack el destripador de Londres), regia di José Luis Madrid (1972)
- La schiava io ce l'ho e tu no, regia di Giorgio Capitani (1972)
- Fiorina la vacca, regia di Vittorio De Sisti (1972)
- Alfredo Alfredo, regia di Pietro Germi (1972)
- La vita, a volte, è molto dura, vero Provvidenza?, regia di Giulio Petroni (1972)
- Mordi e fuggi, regia di Dino Risi (1972)
- Senza famiglia, nullatenenti cercano affetto, regia di Vittorio Gassman (1972)
- Schiaffoni e karate, regia di Antonio Margheriti (1973)
- Patroclooo!... e il soldato Camillone, grande grosso e frescone, regia di Mariano Laurenti (1973)
- Amore e ginnastica, regia di Luigi Filippo D'Amico (1973)
- Vogliamo i colonnelli, regia di Mario Monicelli (1973)
- Dio, sei proprio un padreterno!, regia di Michele Lupo (1973)
- Il brigadiere Pasquale Zagaria ama la mamma e la polizia, regia di Mario Forges Davanzati (1973)
- Il colonnello Buttiglione diventa generale, regia di Mino Guerrini (1974)
- La bellissima estate, regia di Sergio Martino (1974)
- Cugini carnali, regia di Sergio Martino (1974)
- Il domestico, regia di Luigi Filippo D'Amico (1974)
- Il trafficone, regia di Bruno Corbucci (1974)
- La liceale, regia di Michele Massimo Tarantini (1975)
- Lo sgarbo, regia di Marino Girolami (1975)
- Il gatto mammone, regia di Nando Cicero (1975)
- Due sul pianerottolo, regia di Mario Amendola (1975)
- La pupa del gangster, regia di Giorgio Capitani (1975)
- Attenti al buffone, regia di Alberto Bevilacqua (1975)
- Con la rabbia agli occhi, regia di Antonio Margheriti (1975)
- Colpita da improvviso benessere, regia di Franco Giraldi (1975)
- Il comune senso del pudore, regia di Alberto Sordi (1976)
- Le avventure e gli amori di Scaramouche, regia di Enzo G. Castellari (1976)
- Bluff - Storia di truffe e di imbroglioni, regia di Sergio Corbucci (1976)
- Signore e signori, buonanotte, registi vari (1976)
- La presidentessa, regia di Luciano Salce (1977)
- Charleston, regia di Marcello Fondato (1977)
- Tre tigri contro tre tigri, regia di Sergio Corbucci, Steno (1977)
- Concorde Affaire '79, regia di Ruggero Deodato (1979)
- Zucchero, miele e peperoncino, regia di Sergio Martino (1980)
- Il piccione di piazza S. Marco (Le Guignolo), regia di Georges Lautner (1980)
- Apocalypse domani, regia di Antonio Margheriti (1980)
- Il regalo (Le Cadeau), regia di Michel Lang (1982)
- Yuppies - I giovani di successo, regia di Carlo Vanzina (1986)
- Oci ciornie, regia di Nikita Michalkov (1987)

#### Televisione
- Il conte di Montecristo (The Count of Monte-Cristo), regia di David Greene – film TV (1975)
- La giacca verde, regia di Franco Giraldi – film TV (1979)

### Aiuto regista
- Divorzio all'italiana (1961)
- I compagni (1963)
- Sedotta e abbandonata (1964)
- Casanova '70 (1965)
- Le fate, episodio Fata Elena (1966)
- L'armata Brancaleone (1966)
- La ragazza con la pistola (1968)
- Io sto con gli ippopotami (1979)

### Direzione di produzione
- Esterina (1959)

## Doppiatori
- Gianni Marzocchi in Il domestico, Charleston
- Antonio Guidi in Brancaleone alle crociate
- Richard McNamara in Il vichingo venuto dal sud
- Cesare Barbetti in 4 mosche di velluto grigio
- Renato Cortesi in La schiava io ce l'ho e tu no
- Daniele Tedeschi in Con la rabbia agli occhi
- Manlio De Angelis in Patroclooo!... e il soldato Camillone, grande grosso e frescone